# Livistona fulva
Livistona fulva là loài thực vật có hoa thuộc họ Arecaceae. Loài này được Rodd mô tả khoa học đầu tiên năm 1998.